# Crama Ceptura
Crama Ceptura este o vinărie din România, producătoare de vinuri din segmentul mediu sub brandul cu același nume. Vinăria este amplasată în s. Ceptura de Jos, jud. Prahova. Aceasta face parte din Grupul de vinării Purcari.

## Istoria
Istoria vinăriei începe în 2003, atunci când este achiziționată de vinificatorul moldovean Victor Bostan, devenind astfel parte a Grupului Purcari.
2004 este anul în care este inițiată construcția cramei și sunt realizate importante investiții în modernizarea utilajelor utilizate în procesul de fabricație a vinurilor.
Deja în 2005 a fost degustat și livrat pe piață primul lot de vin cu denumirea „Crama Ceptura”.
Având o suprafață de circa 13.000 mp, crama este rezultatul unei investiții în mărime de 7 milioane de euro, obținute prin accesarea fondurilor UE SAPARD.

## Poziția geografică, clima și solul
Podgoriile Cramei Ceptura sunt amplasate la poalele Munților Carpați, în zona viticolă Dealu Mare, la nord de or. București, în județele Buzău și Prahova. Plantațiile de viță de vie ocupă coline cu altitudini de circa 160 m, având o expunere sudică optimă, astfel având parte de 14 zile cu soare în plus față de alte regiuni viticole ale țării.
Caracteristicile regiunii, similare celor din celebra regiune vitivinicolă franceză Bordeaux, o fac potrivită pentru cultivarea soiurilor nobile de struguri.

## Vinificație
În podgoriile Cramei Ceptura, întinse pe o suprafață de 180 ha, sunt cultivate atât soiuri indigene de struguri - Fetească Albă, Fetească Regală, Fetească Neagră, Tămâioasă Românească, Zghihară, Busuioacă de Bohotin, cât și soiuri internaționale - Chardonnay, Muscat Ottonel, Riesling Italian, Sauvignon Blanc, Cabernet Sauvignon, Merlot, Pinot Noir, Syrah.
Spațiul de vinificare primară a strugurilor, cele 2 linii de îmbuteliere (în sticle și în ambalaj bag-in-box) și depozitul se întind pe o suprafață de 13.000 mp. În procesul de producere sunt utilizate utilaje moderne ale producătorilor europeni de top, procesul fiind aproape în totalitate automatizat.
Ulterior, vinurile sunt maturate în butoaie franceze de stejar, confecționate de dogari francezi - o garanție a calității. Crama Ceptura face uz de sistemul de îmbuteliere la rece, asigurând păstrarea calităților natural-unice ale vinurilor.
Capacitatea de producție a vinăriei este de 10 milioane de sticle pe an, secția de vinificare asigurând procesarea a 10.000 de tone de struguri pe sezon. Capacitatea de stocare este de circa 6 milioane de litri de vin. Anual, aici sunt îmbuteliați 1,5 milioane de litri de vin.

## Vinuri[6]
Sub brandul Crama Ceptura există următoarele game de vinuri:
Alb și Negru de Ceptura;
Dominum Cervi: Cabernet Sauvignon & Fetească Neagră, Cabernet Sauvignon & Merlot, Chardonnay & Fetească Regală;
Cervus Magnus Monte: Cabernet Sauvignon, Chardonnay, Fetească Neagră, Fetească Regală, Merlot, Rosé, Sauvignon Blanc și Syrah;
Astrum Cervi: Busuioacă de Bohotin, Fetească Regală, Pinot Noir, Rosé, Sauvignon Blanc, Tămâioasă Românească de Huși și Zghihară;
Cervus Cepturum: Busuioacă de Bohotin, Fetească Albă, Fetească Neagră & Merlot, Fetească Regală, Merlot & Pinot Noir, Muscat Ottonel, Rosé și Sauvignon Blanc.

## Premii și distincții
În 2021, Cramei Ceptura i-au fost decernate Diploma ce o poziționează pe Locul 1 în Top Afaceri județul Prahova în domeniul fabricării vinurilor din struguri și Diploma ce atestă Locul 2 în Top Afaceri România, în același domeniu (cod CAEN 1102).
În 2023, ocupă locul 1 în cinci clasamente județene TOP 10K, pentru performanțele economice obținute în anul anterior.
Vinurile produse de Crama Ceptura au obținut, de-a lungul anilor, o serie de premii la concursuri internaționale de top din lume. Cele mai recente sunt:
•	Cervus Magnus Monte Fetească Regală 2020 - Medalia de Aur la Concours Mondial de Bruxelles 2021;
•	Astrum Cervi Fetească Regală 2020 - Medalia de Aur la Concours Mondial de Bruxelles 2021;
•	Cervus Magnus Monte Cabernet Sauvignon 2019 - Medalia de Aur la Vinarium IWCB 2021;
•	Dominum Cervi Cabernet Sauvignon & Fetească Neagră 2020 - Medalia de Aur la Vinarium IWCB 2021;
•	Cervus Magnus Monte Sauvignon Blanc 2020 - Medalia de Aur la Vinarium IWCB 2021;
•	Negru de Ceptura 2018 - Medalia de Aur la Vinarium IWCB 2021.